# VGF Marktredwitz
Die VGF Marktredwitz e.V. ist ein deutscher Volleyballverein mit Sitz in der bayerischen Stadt Marktredwitz im Landkreis Wunsiedel im Fichtelgebirge.

## Geschichte
Der Verein entstand im Jahr 1981 als Ausgründung der Volleyball-Abteilung der TS Dörflas. Nach mehreren Aufstiegen landete die erste Männer-Mannschaft zur Saison 1986/87 in der zweiten Bundesliga Süd. In den folgenden Jahren konnte sich die Mannschaft stets in der oberen Tabellenhälfte platzieren. Im Jahr 1993 wurde man sogar Meister dieser Liga. Nach der Saison 1995/96 zog sich das Team aber erst einmal aus der zweithöchsten Spielklasse zurück.
Zwar gelang 1997 wieder die Meisterschaft in der Regionalliga, jedoch verzichtete man zunächst auf den Aufstieg. Zur Spielzeit 1999/2000 gelang dann wieder die Rückkehr ins Unterhaus. In der Liga Süd platzierte man sich mit 24:24 Punkten am Ende der Saison auf dem fünften Platz. Nach der nächsten Saison erreicht man aber nur 8:40 Punkte, und so ging das Team wieder hinunter in die Regionalliga. Einen kurzen Abstecher in die zweite Bundesliga bestritt die Mannschaft dann noch einmal in der Saison 2008/09, wo sie es mit 10:42 Punkten mit dem 13. Platz jedoch wieder nicht schaffte die Liga zu halten.
Zur Saison 2012/13 wurde man dann Gründungsmitglied der neuen Dritten Liga. In der Liga Ost platzierte man sich hier in der Debütsaison mit 12:20 Punkten auf dem siebten Platz. Bereits nach der Spielzeit 2013/14 verpasste man mit 36 Punkten nur knapp die Meisterschaft. An diese Leistung ließ sich in den darauffolgenden Saisons auch erst einmal nicht wieder anknüpfen. 2017 erreichte die männliche Jugend der Marktredwitzer zum ersten Mal in der Vereinsgeschichte die Deutsche Meisterschaft U20m. Am Ende der Runde 2017/18 stand mit 22 Punkten und dem neunten Platz dann sogar der Abstieg wieder zurück in die Regionalliga an. Zur Saison 2020/21 gelang dann die Rückkehr in die Drittklassigkeit. Da die Spielzeit bedingt durch die Covid-19-Pandemie relativ früh abgebrochen werden musste, kam die Mannschaft in dieser Zeit auch nur auf drei ausgetragene Partien. Somit spielt das Team auch in der Saison 2021/22 weiter in dieser Liga.